# Viceministerio de Economía del Perú
El Viceministerio de Economía del Perú es el Despacho Viceministerial dependiente del Ministerio de Economía y Finanzas, en el cual se encarga de la política macroeconómica y microeconómica del país.

## Funciones
- Formular y proponer al ministro la política macroeconómica, política microeconómica que incluye asuntos de economía internacional, competencia, productividad, política de ingresos públicos, política de inversiones, política aduanera y política arancelaria; así como políticas en materia de descentralización fiscal, mercados financieros y provisional privado, de conformidad con las leyes de la materia, y mantenerlo informado de su ejecución
- Coordinar, ejecutar y supervisar la aplicación de las políticas, estrategias, planes, programas y proyectos en materia macroeconómica, microeconómica que incluye asuntos de economía internacional, competencia y productividad; de ingresos públicos, de inversiones, aduanera, arancelaria, de descentralización fiscal, de mercados financieros y provisional privado
- Coordinar, orientar y supervisar las actividades que cumplen los órganos de línea de Ministerio a su cargo, los organismos públicos adscritos y empresas vinculadas al sector, en la ejecución de las políticas y materias a su cargo
- Coordinar y supervisar la ejecución e implementación de las políticas materia de su competencia por parte de los organismos públicos adscritos al Ministerio
- Participar en las reuniones de la Comisión de Coordinación Viceministerial (CCV), según le corresponda
- Presidir Comisiones y otros órganos consultivos, por disposición del/de la Ministro/a o por mandato legal expreso
- Representar al Ministerio, por delegación del/de la Ministro/a o por mandato legal expreso, ante los organismos públicos y privados, nacionales e internacionales, y comisiones, en las materias relacionadas al ámbito de su competencia
- Ejercer el cargo de Director Suplente de las acciones de la Serie "B" en el Banco de Desarrollo de América Latina (CAF)
- Expedir resoluciones viceministeriales en el ámbito de su competencia
- Las demás funciones que le delegue el/la Ministro/a o aquellas que le asigne la ley.

## Estructura
- Dirección General de Política Macroeconómica: encargado de dirigir y coordinar el proceso de formulación del Marco Macroeconómico Multianual.[1]
- Dirección General de Política de Ingresos Públicos: encargado de evaluar, formular y proponer la política tributaria para simplificar, reestructurar y optimizar el Sistema Tributario y mejorar la recaudación de los diferentes niveles de gobierno; y, la política de ingresos públicos no tributarios provenientes de la explotación de recursos naturales y de impuestos destinados a los Gobiernos Regionales y Locales.[2]
- Dirección General de Inversión Pública: encargado de diseñar los lineamientos de política de tratamiento de la inversión pública. Asimismo, es el rector del Sistema Nacional de Inversión Pública (SNIP).[3]
- Dirección General de Descentralización Fiscal y Asuntos Sociales: encargado de formular y proponer la política, normas y otros instrumentos normativos, en el marco de su competencia, relacionados con la descentralización fiscal dentro del marco de la política macroeconómica.[4]
- Dirección General de Desarrollo de Mercados Financieros, Laboral y Previsional Privados: encargado de proponer, dirigir y formular en el ámbito de su competencia, medidas de promoción de políticas para el desarrollo del mercado financiero, laboral y previsional privados.[5]
- Dirección General de Asuntos de Economía Internacional, Competencia y Productividad: encargado de proponer, dirigir y formular en el ámbito de su competencia, medidas de política en los ámbitos de comercio exterior, competencia y calidad normativa, así como asegurar la consistencia de los procesos de integración económica con la política económica general.[6]

## Lista de viceministros
- Sergio Málaga Butrón (1980-1981)
- Roberto Abusada Salah (1981-1982)
- Enrique Arroyo Rizo Patrón
- Gustavo Saberbein Chevalier (1985-1987)
- Germán Alarco Tosoni (1987-1988)
- Javier Edmundo Abugattás Fatule (1988)
- Gustavo González Prieto (1990-1991)
- Rosario Almenara Díaz de Peso (1991-2000)
- Javier Edmundo Abugattás Fatule (2000-2001)
- Patricia Teullet Pipoli (2001-2002)
- Fernando Zavala Lombardi (2002-2005)
- Javier Edmundo Abugattás Fatule (2005-2006)
- Juan Miguel Cayo Mata (2006-2007)
- María Soledad Guiulfo Suárez-Durand (2007-2008)
- Eduardo Andrés Morón Pastor (2008-2009)
- María Soledad Guiulfo Suárez-Durand  (2009)
- Carlos Casas Tragodara (2010)[7]
- Fernando Jesús Toledo Arburúa (2010-2011)
- Laura Berta Calderón Regjo (2011-2013)[8]
- José Giancarlo Gasha Tamashiro (2013-2015)
- Enzo Defilippi Angeldonis (2015-2016)[9]
- Claudia Cooper Fort (2016-2017)
- César Liendo Vidal (2017-2018)[10]
- Hugo Fabrizzio Perea Flores (2018-2019)
- Michel Canta Terreros (2019)[11]
- Mario Alfredo Arróspide Medina (2019-)[12]